# Blautia
Genre
Blautia est un genre de bactéries à gram positif de la famille des Lachnospiraceae.

## Description
Le genre Blautia est formé de bactéries non mobiles à coloration de gram positive. Elles sont des formes de coques ou ovales. Elles ne forment généralement pas de spores mais cela peut parfois se produire pour certaines souches. Ce sont des bactéries chimio-organotrophes, anaérobies et ayant un catabolisme de type fermentatif. Quelques espèces utilisent H2 et CO2 comme sources majeures d'énergie. Chez ces bactéries, le métabolisme du glucose produit surtout de l'acétate, de l'éthanol, de l'hydrogène, de l'acide lactique et de l'acide succinique.
Le contenu en bases nucléiques guanine et cytosine est de 37 à 47 %.

## Habitat
Ce sont des bactéries que l'on retrouve dans les fèces des animaux et des humains.

## Taxonomie
Le nom correct complet (avec auteur) de ce taxon est Blautia Liu et al. 2008. Le nom de ce taxon a été validé la même année.
L'espèce type est : Blautia coccoides (Kaneuchi et al. 1976) Liu et al. 2008.

### Étymologie
L'étymologie de l'épithète spécifique  de Blautia coccoides est la suivante : Blau’ti.a. N.L. fem. n. Blautia, en 'honneur de Michael Blaut, un microbiologiste allemand, en reconnaissance de ces nombreuses contributions à la microbiologie gastrointestinale humaine.

### Liste des espèces
Selon LPSN (26 avril 2024) :
- Blautia acetigignens Hitch et al. 2022
- Blautia ammoniilytica Hitch et al. 2022
- Blautia argi Paek et al. 2019
- Blautia caecimuris Lagkouvardos et al. 2016
- Blautia celeris Liu et al. 2022
- Blautia coccoides (Kaneuchi et al. 1976) Liu et al. 2008
- Blautia faecicola Kim et al. 2020
- Blautia faecis Park et al. 2013
- Blautia fusiformis Afrizal et al. 2023
- Blautia glucerasea corrig. Furuya et al. 2010
- Blautia hansenii (Holdeman & Moore 1974) Liu et al. 2008
- Blautia hominis Shin et al. 2018
- Blautia hydrogenotrophica (Bernalier et al. 1997) Liu et al. 2008
- Blautia intestinalis Wang et al. 2021
- Blautia liquoris Lu et al. 2021
- Blautia luti (Simmering et al. 2002) Liu et al. 2008
- Blautia obeum (Moore et al. 1976) Lawson & Finegold 2015
- Blautia parvula Miura et al. 2023
- Blautia producta (Prévot 1941) Liu et al. 2008
- Blautia pseudococcoides Maturana & Cárdenas 2022
- Blautia schinkii (Rieu-Lesme et al. 1997) Liu et al. 2008
- Blautia stercoris Park et al. 2012
- Blautia wexlerae Liu et al. 2008

### Espèces non valides
Selon la LPSN (26 avril 2024), plusieurs espèces ont été publiées de manière non valide et dont le nom actuel n'est que le nom préféré (mais pas formellement accepté). Parmi ces espèces ont retrouve :
- "Candidatus Blautia avicola" Gilroy et al. 2021
- "Candidatus Blautia avistercoris" Gilroy et al. 2021
- "Blautia brookingsii" Ghimire et al. 2020
- "Candidatus Blautia equi" Gilroy et al. 2022
- "Candidatus Blautia excrementigallinarum" Gilroy et al. 2021
- "Candidatus Blautia excrementipullorum" Gilroy et al. 2021
- "Candidatus Blautia faecavium" Gilroy et al. 2021
- "Candidatus Blautia faecigallinarum" Gilroy et al. 2021
- "Candidatus Blautia faecipullorum" Gilroy et al. 2021
- "Candidatus Blautia gallistercoris" Gilroy et al. 2021
- "Candidatus Blautia intestinavium" Gilroy et al. 2021
- "Candidatus Blautia intestinigallinarum" Gilroy et al. 2021
- "Candidatus Blautia intestinipullorum" Gilroy et al. 2021
- "Blautia lenta" Liu et al. 2021
- "Blautia marasmi" Pham et al. 2017
- "Blautia massiliensis" Durand et al. 2017
- "Candidatus Blautia merdavium" Gilroy et al. 2021
- "Candidatus Blautia merdigallinarum" Gilroy et al. 2021
- "Candidatus Blautia merdipullorum" Gilroy et al. 2021
- "Candidatus Blautia ornithocaccae" Gilroy et al. 2021
- "Blautia phocaeensis" Traore et al. 2017
- "Blautia provencensis" Pham et al. 2017
- "Candidatus Blautia pullicola" Gilroy et al. 2021
- "Candidatus Blautia pullistercoris" Gilroy et al. 2021
- "Blautia segnis" Liu et al. 2021
- "Candidatus Blautia stercoravium" Gilroy et al. 2021
- "Candidatus Blautia stercorigallinarum" Gilroy et al. 2021
- "Candidatus Blautia stercoripullorum" Gilroy et al. 2021

### Espèce synonyme
Selon la LPSN (26 avril 2024), l'espèce Blautia glucerasei (Furuya et al. 2010) a été mal nommée et a dû être renommée en Blautia glucerasea en 2010.